# Los Colorados
Los Colorados (ukrainisch: Лос Колорадос, kommt aus der ukrainischen Übersetzung des Kartoffelkäfers) ist eine ukrainische Band, gegründet 2006 in Ternopil. Die Band spielt eigene Songs, ist aber eher bekannt geworden durch Cover-Versionen von bekannten Volksliedern und Pop-Songs. Die internationale Bekanntheit erreichten sie durch ein Cover im Polka-Stil von Katy Perrys „Hot’n’Cold“, das in einem regionalen Fernsehstudio im Heimatort Ternopil aufgenommen wurde und sich über YouTube stark verbreitet hat.

## Geschichte
Die Band gründete sich 2006 in Ternopil und spielte anfangs nur eigene Songs auf Ukrainisch. Die Bekanntheit wuchs, als sie zu einem regionalen TV-Sender eingeladen wurden, wo sie ihre Stücke live vorführten. Unter anderem spielten sie auch eine Cover-Version des bekannten Tracks „Hot’n’Cold“ von Katy Perry. Der Sänger Ruslan „Prystupnic“ Prystupa konnte zu dem Zeitpunkt kein Englisch, sodass er den Text des Songs durch die Transkription ins Ukrainische lernte.
Den Höhepunkt der Popularität erreichte die Band, als „Hot’n’Cold“ in der Ellen DeGeneres Show gezeigt wurde. Das Video, das auf YouTube gepostet wurde, erreichte innerhalb kürzester Zeit fast fünf Millionen Klicks und wurde im Allgemeinen durch die witzige und volkstümliche Interpretation sehr positiv aufgenommen. Katy Perry selbst bezeichnete die Version in ihrem Blog als „inspirierend“.

## Deutschland

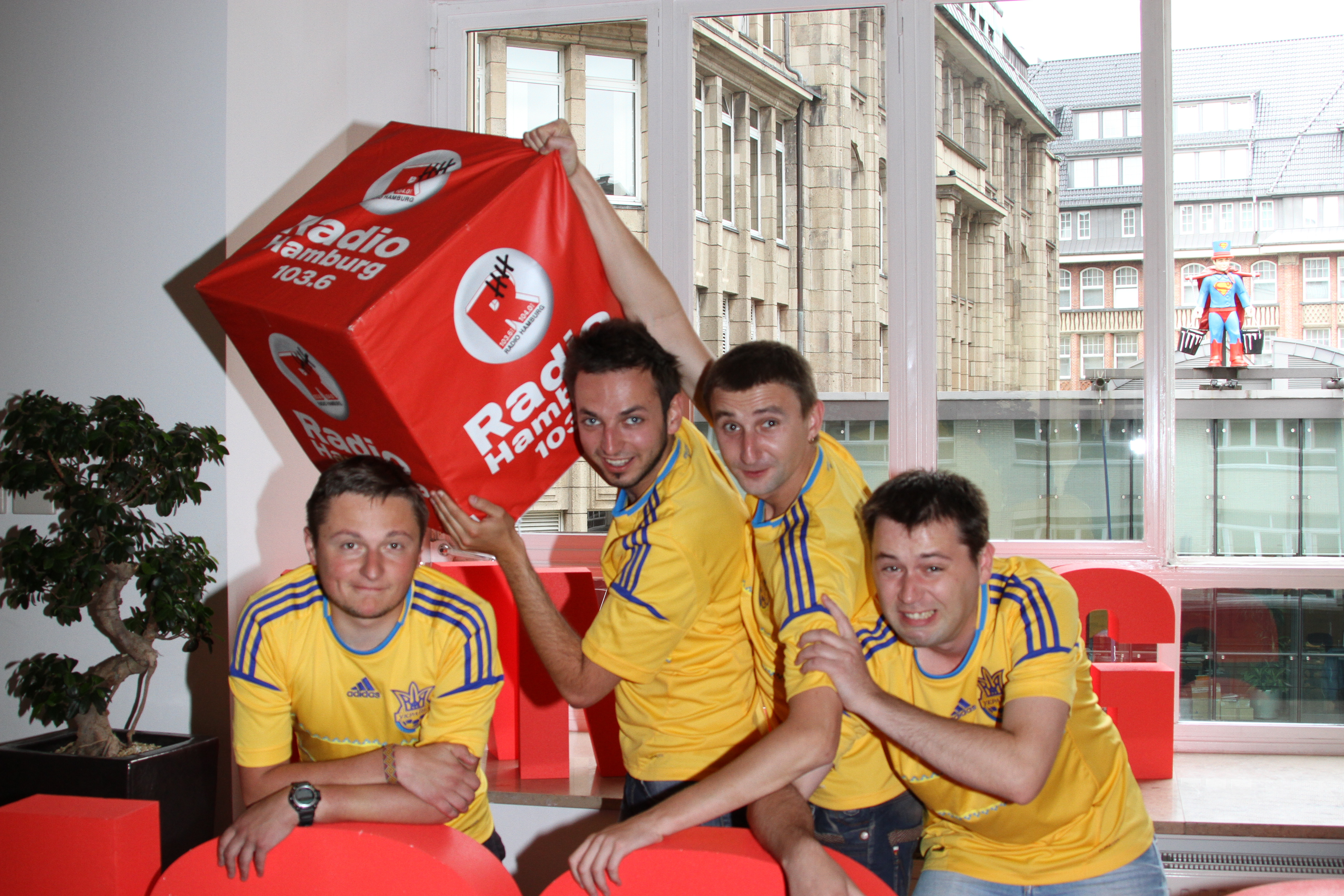
Los Colorados zu Besuch bei Radio Hamburg 2012

Im Rahmen der Fußball-Europameisterschaft 2012 hat Los Colorados den offiziellen ZDF-Fußballhit gestellt. Es handelt sich um eine Cover-Version des bekannten Stücks „I Like to Move It“ von Reel 2 Real, der im Mai 2012 auch als Single erschien.
Im Juni 2012 stellten sie dann ein Album mit diesem und weiteren Cover-Versionen vor. Das Cover zu Rammsteins du hast wurde dabei ein großer Erfolg in den sozialen Netzwerken und schaffte es, das hot and cold-Cover noch zu übertreffen (mit Anfang 2019 über fünf Millionen Klicks auf YouTube).

## Diskografie

### Singles
- I Like to Move It (Motor Entertainment)

### Alben
- Move It! (Motor Entertainment)